# Besan
Besan és un poble del terme municipal d'Alins, a la comarca del Pallars Sobirà.
Està situat a 1160 metres d'altitud, al nord-oest del poble d'Ainet de Besan; es troba a la dreta del Barranc de Besan, just al nord d'on aflueixen en aquest curs d'aigua els barranquets que davallen del Solà de Besan, que es troba al nord-oest i nord del poble. És a ponent del Roc-roi.
El 1533 hi consta un sol foc (llar, casa), però en els moments més esplendorosos, entre els segles xviii i xix, arribà a 8 cases, més la rectoria, que són els que corresponen als noms de casa conservats. El 2010 mantenia 5 habitants censats (tornant, així, als del 1533), tot i que des del 1967 es trobava deshabitat. El 2011 es troba ja del tot despoblat.
Juntament amb el nucli d'Ainet de Besan, formava part, fins al 1992, de l'entitat municipal descentralitzada homònima.
El poble té l'església parroquial de Santa Maria, romànica, a més de les restes de la capella, també romànica, de Sant Miquel, una mica distant al sud del poble.

## Etimologia
Segons Joan Coromines, Besan és un dels molts topònims pirinencs d'origen basc. Està format per dos ètims: besa (bosc) i ande (sufix adjectivitzador). Boscúria podria ser la interpretació del nom d'aquest poble.

## Geografia

### El poble de Besan
Besan era un poble petit, però molt característic, amb les balconades de fusta que decoraven les façanes de les cases. Les cases formaven un nucli allargassat i poc compacte, amb un únic carrer central i l'església de Santa Maria al lloc més baix, a l'extrem sud-occidental del poble.

#### Les cases del poble[3]
| - Casa Arnau - Casa Cisco - Casa Felip | - Casa Felip de la Borda - Casa Joanet | - Casa Negueves - Casa Noguer | - La Rectoria - Casa Sorolla |

## Història

### Edat moderna
En el fogatge del 1553, Besant declara un sol foc, laic, uns 5 habitants.

### Edat contemporània
Besan té un article en el Diccionario geográfico de Pascual Madoz. Hi diu que és una localitat que forma ajuntament amb Alins de Vallferrera. Està situada en un petit pla, totalment envoltada d'altes muntanyes. El clima és frígid, i està ventilat pels vents del nord i del sud; s'hi pateixen reumes crònics. En aquell moment la vila tenia 3 cases, una font petita i l'església de Santa Maria, annexa de la d'Ainet de Vallferrera. Hi ha en el terme diverses fonts, fortes i ferruginoses. Descriu el terme com a pla en part i muntanyós en altra part, amb terres pedregoses i de mala mitjana. S'hi produïa blat, sègol, ordi, patates, llegums, una mica de fruita, hortalisses i herbes de pastura. S'hi crien vaques, ovelles i cabres, i s'hi recrien mules. La cacera era de perdius, llebres, conills i isards, i pesca de truites i d'anguiles molt exquisides. La recria de mules comportava un comerç notable. La població estava comptabilitzada amb la d'Ainet de Besan.
L'entidad local menor de Besan fou suprimida per Decret el 19 de desembre del 1958.